# Kanuites
Kanuites — вимерлий рід котовидих ссавців з родини віверових. Він жив у Африці в епоху міоцену.

## Опис
Довжина Kanuites була ≈ 90 см і тварина була надзвичайно схожа на сучасних генет. Kanuites, ймовірно, були всеїдними і, можливо, мали висувні кігті. Можливо, принаймні частину свого життя він проводив на деревах.